# La Serna
La Serna è un comune spagnolo situato nella comunità autonoma di Castiglia e León.